# Lidija Selichovová
Lidija Matvejevna Selichovová (rusky Лидия Матвеевна Селихова; 19. března 1922 Petrohrad, Rusko – 7. února 2003) byla sovětská rychlobruslařka.
Na velkých mezinárodních závodech debutovala v roce 1948 stříbrnou medailí z Mistrovství světa. V letech 1952 a 1954 šampionát vyhrála, další dvě bronzové medaile přidala v letech 1953 a 1957. Získala také tři medaile na sovětských šampionátech. Od sezóny 1957/1958 startovala již pouze na domácích závodech, v roce 1959 ukončila sportovní kariéru.
Na stadionu Medeu vytvořila 30. ledna 1953 časem 1:36,4 min světový rekord na trati 1000 m.
Zemřela 7. února 2003 ve věku 80 let, byla pohřbena na Serafimovském hřbitově v Petrohradě.